# Панкавкасизм

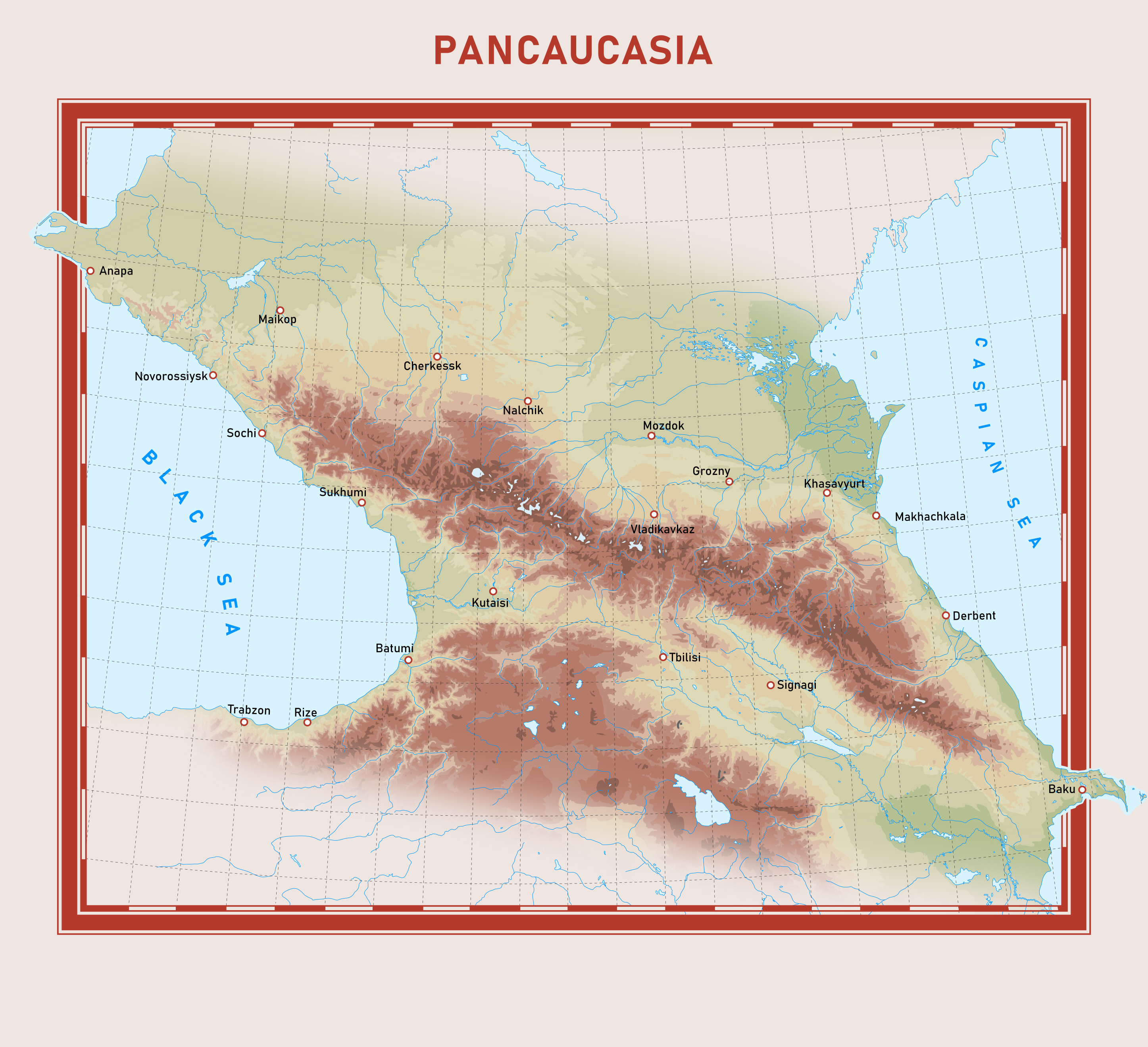
Ареал расселения кавказских народов

Панкавкасизм — обобщающее название для ряда политических явлений и процессов националистического характера, ставящих своей целью объединение коренных кавказских народов. Идеологическая основа единства обосновывается географической предопределённостью, генетическим родством, разноплановой культурной близостью и международными обстоятельствами. Для кавказоязычных народов дополнительным аргументом выступает автохтонность их этнолингвистической принадлежности в рамках региона.

## История

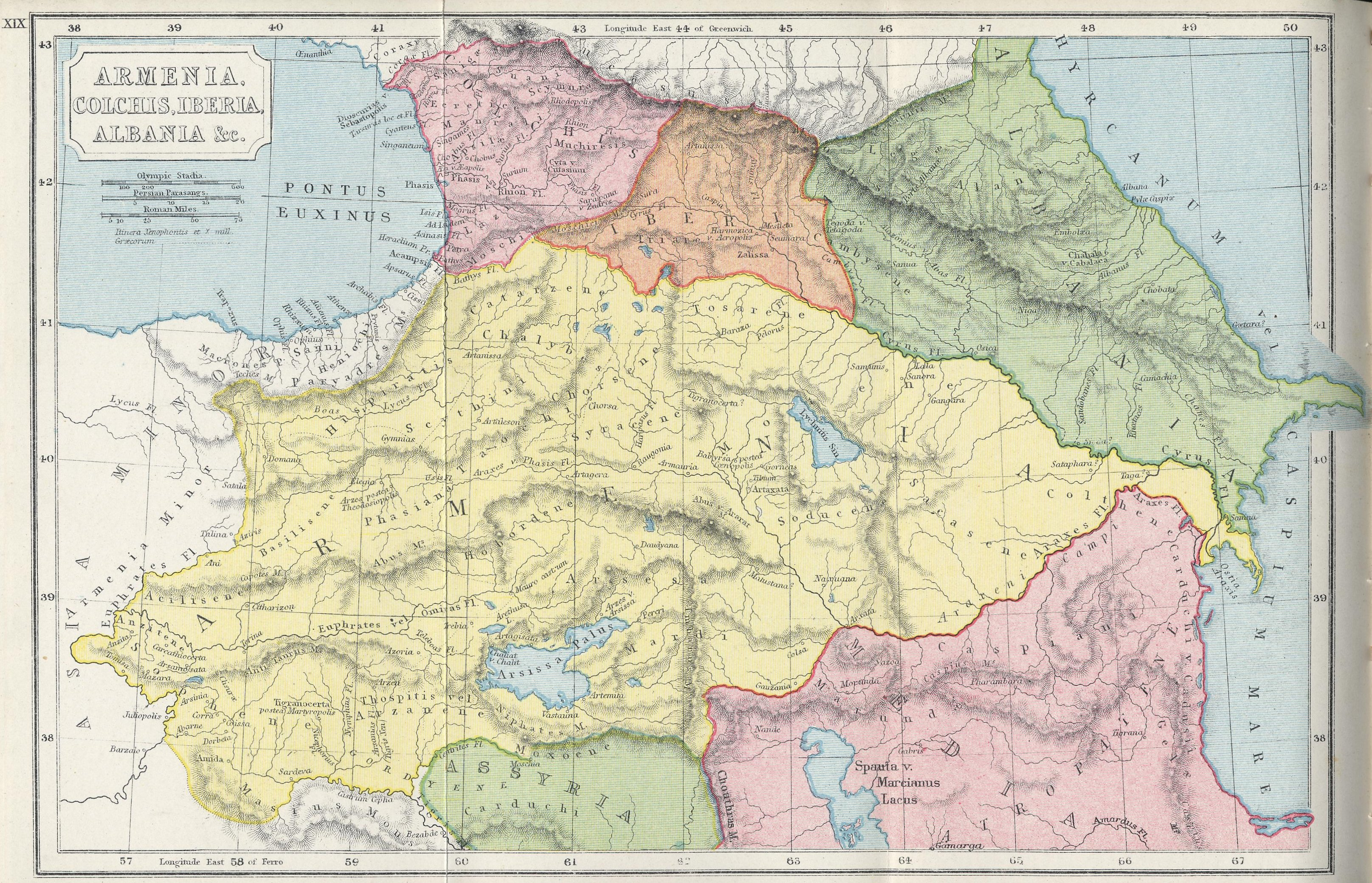
Карта государств периода Кавказской Албании

### Античность и Средние века
Иберия, Колхида и Кавказская Албания — первые государства у Большого Кавказского хребта, каждому из них присущ полиэтнический фактор. Согласно античным авторам, Кавказскую Албанию населяло 26 различных племён. Большинство исследователей солидарны в том, что эти племена являлись автохтонными народами Восточного Кавказа. В истории Иберийского царства изначально играли существенное значение соседние племена возведшие династию Фарнавазидов на престол и породнившиеся с ней. Так один из полулегендарных царей Грузии Саурмаг, был рождён дзурдзукской девушкой и являлся наполовину нахом. Во время своей христианской мисси Раннего Средневековья Иберское царство продвинулось далеко вглубь хребта, где грузинизировало местное население.
Также среди картвельских племён Колхидского царства в источниках упоминаются и явно адыго-абхазские апсилы и абазги. В ходе грузинской реконкисты, огромную роль сыграло Абхазское царство, где с VIII века сосуществовало мегрело-чанское и адыго-абхазское население, а также беженцы из Иберии. Баграт III, сын грузинского царя и абхазской царевны, стал первым царём единой Грузии в X веке. В свой золотой XII век (от Давида Строителя до царицы Тамары) Грузия получила прямое влияние и на северном склоне Кавказа, с чем связан ряд архитектурных и письменных памятников в северокавказских горах. Известны и такие некартвельские области средневековой Грузии как Джигетия, населённая адыго-абхазскими племенами или Кахетия и Эрети, в чьих горах, по мнению ряда кавказоведов, начиная с академика Марра, в древности говорили на нахско-дагестанских языках. Помимо прочего, показателен такой племенной полиэтнический протофеодальный союз как Кавказская Алания, который в исторической памяти связан с большинством северокавказских этносов и напрямую касается истории Осетии, Чечни, Ингушетии, Кабардино-Балкарии, Карачаево-Черкесии.

### Период Нового времени

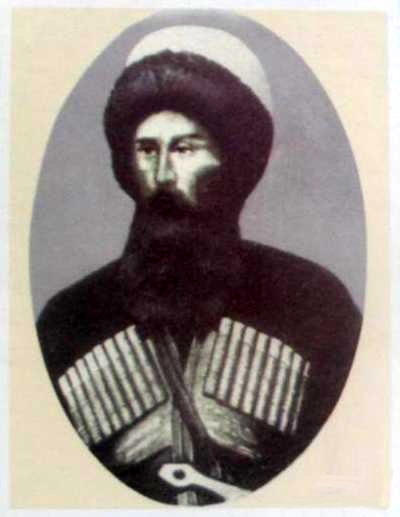
Шейх Мансур

Как и большинство колониальных народов, кавказцы, в особенности доселе разобщённые горцы, начали проявлять взаимную интеграцию в эпоху империализма XVIII—XIX веков. Это напрямую связано с экспансией Российской империи на Кавказе и чередой русско-кавказских войн. К концу XVIII века горские народы Большого Кавказа, противившиеся установлению власти империи, все больше осознавали невозможность противостоять ей в привычных формах раздробленного существования. Появилась нужда в объединении. Основоположником процесса консолидации разноэтнических племён Северного Кавказа можно считать чеченца Ушурму из Алдов, более известного под именем Шейха Мансура. Он первым начал призыв горцев к единству, что должно было стать средством для сопротивления царской России.
В 1785 году на Кавказе появился загадочный человек, известный под именем Шейх-Мансура, положивший зачатки полуполитического, полурелигиозного магометанского учения, впоследствии развившегося в то, что называется «мюридизм»Потто В. А., Кавказская война

Мансур не добился поставленных целей объединения горцев Кавказа в одной теократического государство. Несмотря на это он заложил фундамент для последователей. И уже в XIX веке зародившееся в Дагестане движение мюридизма перешло к практике строительства беспрецедентного до этого в истории общекавказского государства на теоретических принципах Ушурмы. В истории оно известно как Северокавказский имамат. Максимального результата по строительству государства и успеху ведения войны против колонизаторов горцы достигли в период имама Шамиля. В 1840-х. — 1850-х. годах имамат имел свои наибства в горном Дагестане, Чечне и Черкесии. Более того, отдельные мюриды стекались в имамат со всего Кавказа.
С тех пор как мюридизм соединил все восточные племена в один народ, горские общества стали частями организма одинаково чувствовавшим удары с какой бы стороны они не наносились; племенная самобытность уже на половину растаяла в политическом единстве. Подчиненные общей власти, передвигаемые толпами из одной части края в другую для защиты своих пределов, вынужденные меняться произведениями исключительно между собой, потому что подгорный край был заперт для них, горцы отчасти стали уже гражданами одного государстваФадеев Р. А., Шестьдесятъ лѣт Кавказской войны 

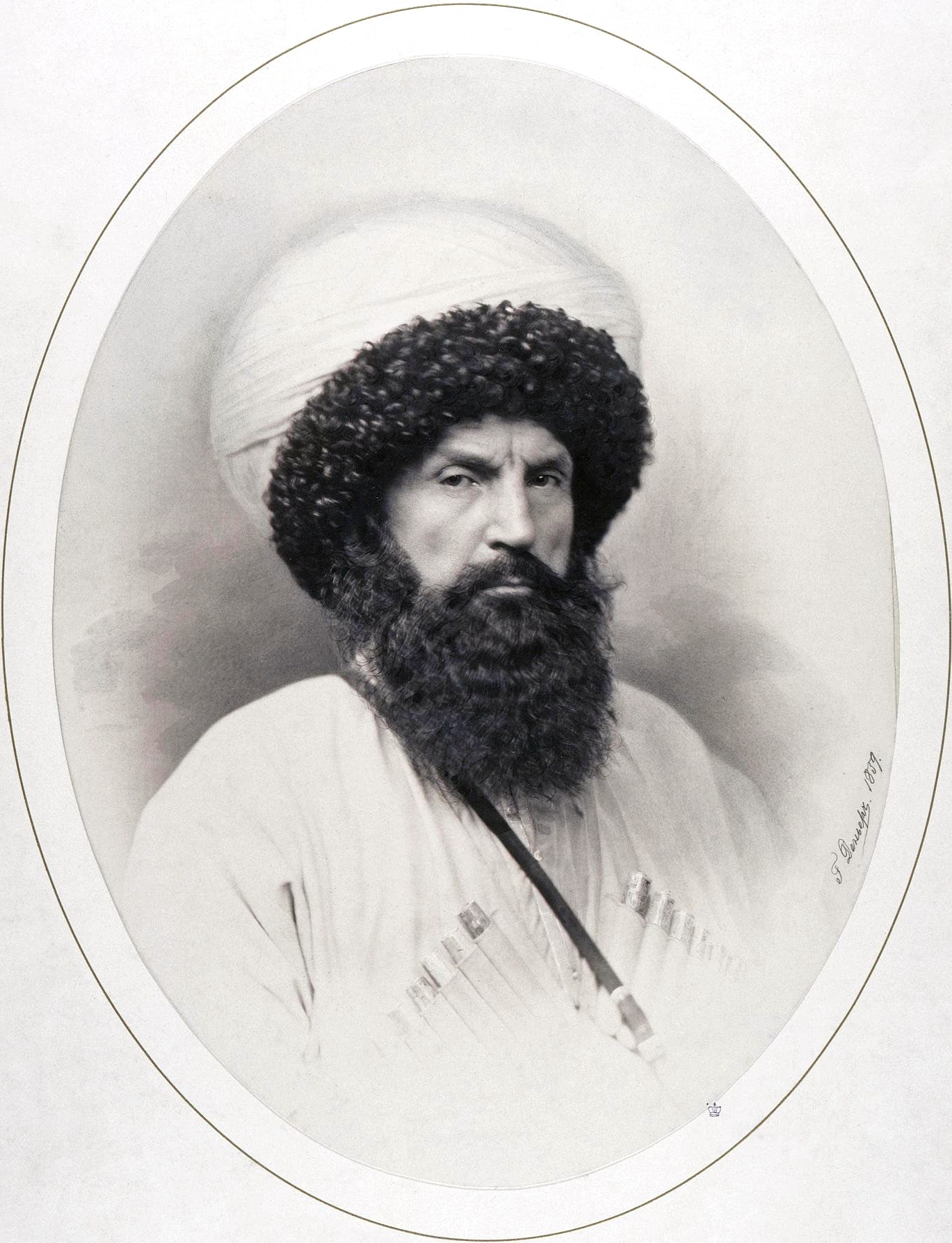
Имам Шамиль

Карта имамата Шамиля

Восточный Кавказ в лице Чечни и прилежащего Горного Дагестана был неразрывным единым политическим пространством в период имаматства Шамиля. За пределами этой площади анклав находился только в горной внутренней части Закубанской Черкесии — Абадзехии, где имелось постоянное черкесское наибство большую часть этого времени во главе с дагестанским наибом Магомед Амином.
Это было потому, что черкесы беспрерывно присылали одно за другим письма имаму, прося его прийти к ним для укрепления их строя и усиления борьбы с врагами и их противникамиМухаммад Тахир аль-Карахи, Блеск горских сабель в некоторых Шамилёвских газаватах 
Как пишет профессор Магомедов, «Это государство пронизано идеей горского единства — оно не знает национальных противоречий или противоречий ни в какой форме, оно основано на полном равенстве своих граждан и перед Богом, и перед законом, без всякого фанатизма. В своей политике Шамиль на практике продемонстрировал, что разные религии могут уживаться в освободительной борьбе».

Причерноморские черкесы имели долгосрочный контакт в ходе этой войны и с европейскими солидарными силами в лице британских и польских эмиссаров. Интеллектуальные круги Европы понимали основную проблему горцев Кавказа — отсутствие единства. Поэтому главная координационная работа европейских эмиссаров в среде северокавказского сопротивления была направлена на борьбу с этой разобщённостью народов и племён.
Пусть оно дойдет до каждой провинции – пусть муллы, беи и старейшие соберут народ, прочтут и объяснят содержание, и, таким образом, вы будете удовлетворены, читая вместе одни и те самые слова от Черного моря до Каспийского и слыша себя названными одним общим именем – черкесыДэвид Укварт, Письмо черкесам 
Как и многие его современники типа лорда Пальмерстона или князя Чартарыйского дипломат и публицист Укварт видел Северный Кавказ одним геополитическим образование и перспективной конфедерацией горцев по соседству с возрождённой Грузией, Арменией, союзом татарских ханств (Азербайджан). Однако модель просвещённой республики Нового времени мало подходила для горцев Кавказа, находившихся на традиционной социально-экономической стадии развития. Более естественная для них модель имамата куда успешнее встраивалась на Северном Кавказе в XIX веке.

### Новейшая история

#### XX век

Карта Горской республики

К началу 20 века на Северном Кавказе под влиянием европейского просвещения и посредству институтов российского государства, интегрированных и на пространстве Кавказского края, шла капитализация формы экономических отношений, индустриализация производства и урбанизация населения, что привело к появлению национальной буржуазии и интеллигенции, пусть и небольшой, но заметной, среди горских народов. Во время революций в России и в последующую гражданскую войну, исходя из всех исторических закономерностей северокавказские горцы, имевшие вековой опыт борьбы за независимость от царской власти и испытывая земельный голод в условиях дореволюционного режима, не могли остаться безучастными к событиям в рушащейся и перестраивавшейся империи. И на этой исторической стадии развития общества у туземного населения Северного Кавказа их интересы могли отстаивать впервые люди европейского склада мысли, оперирующие стандартными в международных отношениях политическими, экономическими и правовыми категориями.

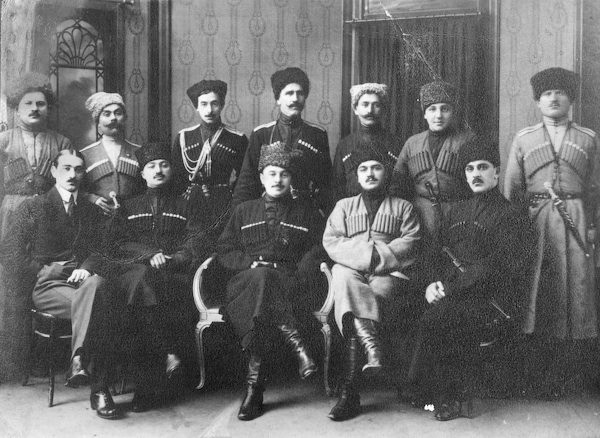
Лидеры Горской республики

После революции 1905 года в российскую думу попали представители горских народов Северного Кавказа. А уже весной 1917 года был впервые обозначен курс на федерализацию внутри России Временному правительству из уст представителей Союза горцев Северного Кавказа, среди которых под общим именем горцев объединено выступала буржуазная интеллигенция туземцев, в основном, Терской (адыги-кабардинцы, балкарцы, осетины, вайнахи, терские кумыки), Дагестанской (народы горного Дагестана, прикаспийские кумыки) областей, а также Кубанской (адыги-закубанцы, часть адыгов-кабардинцев, абазины, карачаевцы), Черноморской областей (адыги-шапсуги) и Сухумского (абхазы), Закатальского (закавказские дагестанцы) округов империи. В октябре курс Союза горцев сменился на сепарацию от Петербурга. В декабре 1917 было образовано Терско-Дагестанское правительство союза политической верхушки горцев, казаков и некоторых степных народов Терской, Дагестанской и сопредельных областей (ногайцы, калмыки, прикаваказские туркмены). В связи с напряжением отношений с казаками в мае 1918 года горское правительство объявило независимость отдельной Горской республики. Во многом такой дебют северокавказской интеллигенции и буржуазии в делегировании ей полномочий акторства от лица народа привёл к конфронтации с авторитетной в традиционном обществе группой духовенства. Именно тогда в дискурсе северокавказского сопротивления происходит раскол на приверженцев шариата и сторонников светской конституции — Андийский съезд августа-сентября 1917 года.
За период Великой революции (февраль-октябрь 1917) и последующей Гражданской войны в России Союз горцев сумел оформить конституцию и сформировать программу переустройства бывших областей Российской империи, населённых северокавказцами, и зарекомендовать себя на международной арене. Совместная работа Союза горцев с Закавказским правительством, а затем более тесное сотрудничество Горской правительства с Грузинской и Азербайджанской республиками, а также опосредованная дипломатическая связь с Арменией позволили молодым кавказским государствам выступить общим дипломатическим фронтом на переговорах со странами Тройственного союза, в частности на Трапезундской и Батумской конференциях, по итогам которых Османская и Германская, Австро-Венгерская империи, Болгарское царство, а затем и Кубанское казачье правительство признали суверенность новых государств на Кавказе, включая и Горскую республику. Поражение Тройственного союза в Первой мировой войне осложнило дипломатический статус этих государств, за исключением Армении, на которых победители по Антанте — Британская империя и Французская республика смотрели уже как на союзников неприятных им Германии и Турции. Тем не менее, со стороны британцев и французов были сделаны шаги в сторону признания Горской республики и её союзниц. Открывшийся затем северокавказский театр боевых действий между Белой армией и Красной, на фоне борьбы терских казаков с вайнахами, угрожал и фактическому контролю Горским правительством территорий, где только начиналась интеграция структур республики северокавказцев. Как раз в то время правительство горцев было вынуждено покинуть свою столицу — Владикавказ. Несмотря на это, горцы во главе с Чермоевым, Коцевым, Джафаровым, Узун-Хаджи, Сагаип-мулой и другими северокавказскими лидерами смогли отразить нападения Бичерахова на Дагестан в 1918 году, Придя к определённым консенсусу между Горским правительством и шейхами Дагестана и Чечни, имевшими более весомый престиж, следовательно, и власть на местах. Успех был достигнут и благодаря участию на стороне северокавказцев османских военных из числа этнических черкесов как Исмаил Беркок и Иззет-паша.
Мы уже чувствуем в груди воздух Северного Кавказа. Кавказ — это земля, где находятся могилы наших предков, страна, ради которой можно пожертвовать и жизнью, и состоянием…Черкесская газета Османской империи «Гуазэ»
Вскоре после подписания Северского мира задействованные на Кавказе османские войска возвращаются в Турцию. Примерно тогда же Чермоев и другие видные деятели горского правительства выехали с Кавказа, отправившись на Парижскую конференцию. Последующее военная поддержка Грузии во главе с Керселидзе и гуманитарная помощь Азербайджана позволили Совету обороны горцев Северного Кавказа в 1919 году продержаться против Белой армии и не дать Деникину закрепиться на оккупированных территориях своей республики. Однако, пришедшему на смену уехавшему на дипломатическую миссию Чермоему, премьер-министру горцев Коцеву пришлось покинуть свою резиденцию в Темир-Хан-Шуре после переворота, устроенного бывшими царскими офицерами из числа дагестанцев во главе с Халиловым, расформировавшим правительство республики летом того же года."
Один из грузинских соратников горского сопротивления белогвардейцам, Вешапели высказывался так об единстве грузин с горцами: 
Из всей группы народов Кавказа собственно "Кавказскими" являются именно грузины и горцы, раса и язык которых существуют только на КавказеГазета "Вольный Горец" № 4, 6 октября 1919 года
Шейх-уль-ислам и председатель Совета обороны Северного Кавказа и Дагестана Али-Хаджи Акушинский, руководивший освобождением Дагестана от добровольческой армии Деникина, писал:
Идея независимости горцев Кавказа, освященная кровью ряда поколений, как бы она не казалась несбыточной нашим врагам, для горских народов является вопросом жизни и смерти. Вековое стремление горцев к независимости должно быть осуществлено в интересах спокойствия и мира в горах Кавказа.
Потом институты северокавказского государства не успели вовремя взять ситуацию в свои руки, позволив большевикам обустроиться на Северном Кавказе и провести второй переворот уже в Совете обороны горцев, перешедшему на смену упразднённому Горскому правительству как центральный орган власти республики. Только союзный под конец войны Совету обороны во главе с Коцевым эмират Узун-Хаджи (при правительстве Иналука Дишнийского) продержался до 1920 года, пока пожилой эмир не умер. В ходе последующей кампании большевиков по аресту и казни представителей правительства и духовенства горцев, не примерившиеся с советской властью, северокавказские лидеры эмигрируют в Грузию, а после занятия её Красной армией в Турцию и Европу, где пытаются поддерживать жизнь правительства в изгнание вплоть до середины 20 века.
После развала СССР, вдохновлённые историей Горского республики, северокавказские политики создали организацию Конфедерации Горских Народов Кавказа (КГНК). А самопровозглашённая Чеченская Республика Ичкерия (ЧРИ), чьи представители заседали в КГНК, конституционно закрепила свою преемственность Горской республике.

#### XXI век
Идею объединённого Кавказа развивал президент Грузии Михаил Саакашвили, выступивший в 2010 году с этой идеей на Генеральной Ассамблее ООН.

29 октября 2022 года в Киеве прошла первая конференция Кавказского союза — политической организации, целью которой является объединение народов Кавказа и их сепарация от России. На конференции выступили представители чеченской эмиграции, Дагестанского Национального Центра и украинские депутаты. Штабы организации находятся в Брюсселе и Киеве.

## Родство кавказских народов
Мифологическое и легендарное
Согласно грузинскому летописанию — Картлис Цховреба, кавказские народы, проживавшие в Грузии и подле неё, произошли от нескольких легендарных братьев, восходящих к общему легендарному отцу — к правнуку Ноя Таргамосу.
Сперва упомянем о том, что у армян, картвелов, ранов, моваканцев, эров, леков, мегрелов и кавкасианов, у всех этих сородичей, был один отец по имени Таргамос. Сей Таргамос был сыном Тарша, внуком Яфета, сына Ноя.Картлис цховреба

### Генетико-генеалогическое
Магистральные для коренных кавказских популяций гаплогруппы G2, J1 и J2 с характерными кавказскими субкладами восходят к энеолиту Европы и Передней Азии. Остальные гаплогруппы с характерными субкладами, имеющими заметный процент среди кавказцев, чаще всего восходят к Бронзовому и Железному векам Великой степи, по всей видимости, к ранним индоевропейцам и скифо-сарматскому этническому массиву — R1a, R1b, Q.

### Лингвистическое
Большинство коренных народов Кавказа принадлежат к изолированным языковым семьям, не встречающимся за пределами региона, потому в науке их принято считать автохтонными для Кавказа. Хотя верификация языкового родства не находит достаточное количество подтверждений, указывающих на существование единой семьи кавказских языков, уже можно говорить о, по крайней мерей, лингвистическом союзе северокавказских и картвельских языков, что тысячелетиями существуют в тесной близости.

### Культурное
Кавказские народы образуют единую культурную группу в которой присутствуют универсальные для всех кавказских горцев культурные особенности: схожее производящее хозяйство (террасное земледелие, отгонное скотоводство), формы социальной организации (аристократические республики и военные демократии), трайбализм, аульный тип собственности, кустарное производство, башенная архитектура (сванские башни, чеченские и ингушские, осетинские башни), право по обычаю, общие морально-этические принципы и нормы поведения, идеалы добродетели, устные кодексы чести (хабзэ, къонахалла, эздел и др.), сопоставимое фольклорное наследие (эпос, музыка, танцы), общие элементы домонотеистических верований, религиозный синкретизм, единая мода в одежде, а также схожие типы вооружения и сакральное отношение к оружию.
Как пишет профессор А.Ю. Шадже, «кавказскость – суперэтническо-специфический феномен, составляющий то “особенное”, что определяет “лицо кавказца”». Это понятие также охватывает кавказский образ жизни, традиции, обычаи, духовные ценности и прочее. Всё это в совокупности сформировало общекавказский менталитет.